# Ludwig Feuerbach
Ludwig Andreas Feuerbach (n. 28 iulie 1804, Landshut, Bavaria, Germania – d. 13 septembrie 1872, Nürnberg, Imperiul German) a fost un filosof german, al patrulea fiu al juristului Paul Johann Anselm Feuerbach.
Feuerbach a criticat idealismul heghelian, dominant în acea vreme în Germania, susținând că Georg Wilhelm Friedrich Hegel a răsturnat raportul real dintre „subiect“ și „predicat“, dintre existență și gândire, dintre natură și conștiință.
A restaurat materialismul, afirmând că natura e primordială în raport cu gândirea, că gândirea este un predicat (atribut) al omului și nu omul un predicat al gândirii (spiritului). În locul spiritului absolut, Feuerbach a pus, astfel, în centrul filozofiei natura și omul, conceput ca o parte a naturii. Materialismul antropologic, concepția despre om a lui Feuerbach au avut însă un caracter abstract și contemplativ, întrucât Feuerbach nu a putut înțelege esența socială a omului, precum și însemnătatea practicii, a activității materiale prin care omul transformă natura, transformându-se pe sine însuși.
Un loc deosebit în filozofia lui Feuerbach îl ocupă critica religiei. El interpretează religia (în speță religia creștină) ca o înstrăinare a omului de el însuși, ca o înstrăinare de către om a caracterelor sale esențiale (bunătatea, puterea, iubirea etc.), atribuite unei ființe transcendente imaginare (Dumnezeu). Risipirea acestei iluzii, instaurarea adevărului despre om, coborârea „iubirii“ din planul transcendent al religiei în planul real al vieții ar constitui, după Feuerbach, condiția eliberării omului. Dezvăluind „misterul“ idealismului hegelian și al religiei, Feuerbach a deschis calea pentru dezvăluirea „misterului“ lumii reale, cu alte cuvinte, pentru dezvăluirea contradicțiilor sociale reale care generează înstrăinarea ideologică și religioasă, problemă pe care, însă, el însuși nu a putut s-o rezolve.
Karl Marx și Friedrich Engels au dat o înaltă apreciere materialismului lui Feuerbach; depășirea critică a materialismului său abstract și contemplativ a condiționat geneza concepției lui Marx.